# Boechera lyallii
Boechera lyallii là một loài thực vật có hoa trong họ Cải. Loài này được (S.Watson) Dorn mô tả khoa học đầu tiên năm 2001.